# 劍潭

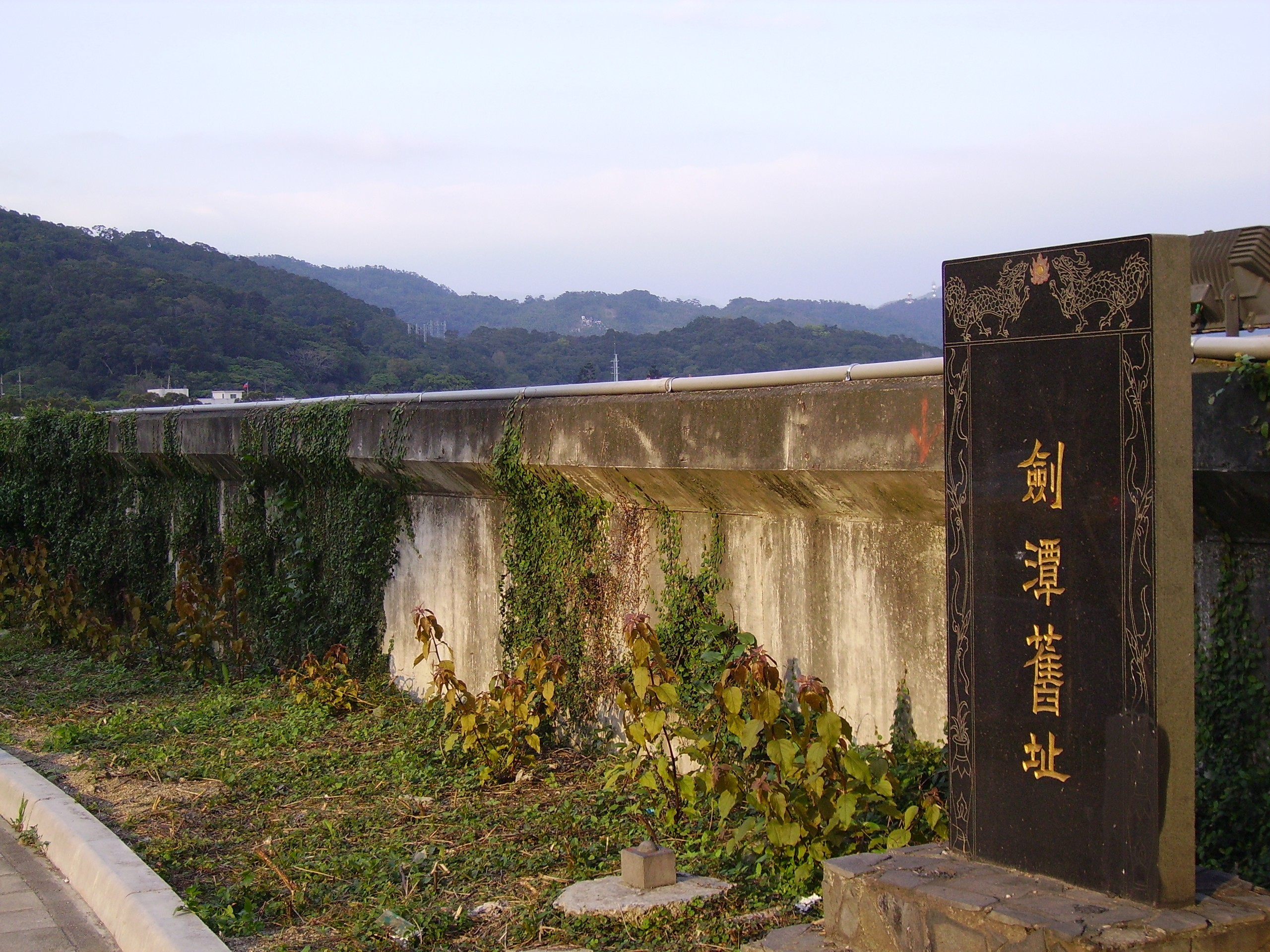
立碑處為劍潭舊址，現今已截彎取直

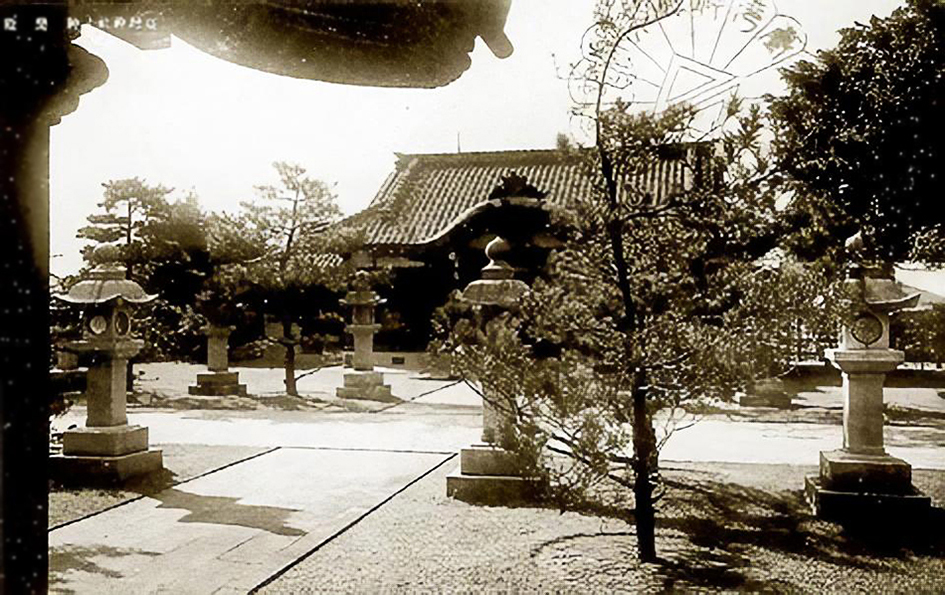
日治時期因轄臺灣神社而自大直劃出大宮町

劍潭，是臺北市中山區、士林區的一個地名。本指基隆河流至大直與士林的轉彎處，地點約為現今台北中山新橋橋下的基隆河河段。因為基隆河此轉彎處，古時面積頗大，故以潭名之。現在因為基隆河河道截彎取直的關係，所謂的「潭」已經消失，實際位置大約是現在承德橋與中山橋之間河道。清治時期稱員山仔庄，日治時期併入芝蘭一堡大直，1922年因區內有臺灣神社而自大直劃出大宮町。戰後原屬中山區劍潭，1990年行政區重劃後分屬中山、士林兩區。

## 歷史
劍潭此地名來由，有幾種不同的說法。其中一則與17世紀的漢人鄭成功有關。相傳1660年代，鄭成功及其所屬軍隊行經此河段時，遇見與神怪造成的大風浪，為伏怪，鄭成功拋一身邊寶劍，始降服神怪。後人為紀念此事件，故將該河段與所涵蓋流域皆以劍潭命名。不過對照歷史考證，此僅為民間傳說，並不確實。而歷史文獻的說法顯示在清雍正十年（1732）臺廈分巡道尹士俍已記載了該地於《臺灣志略》:「劍潭，有樹名茄苳，高聳障天，大可數抱，峙於潭岸。相傳荷蘭人插劍於樹，生皮合，劍在其內，因以為名。」，此說指出地名的來由係因荷蘭人把劍給插在潭邊的茄苳樹上，潭始得名。

## 地理

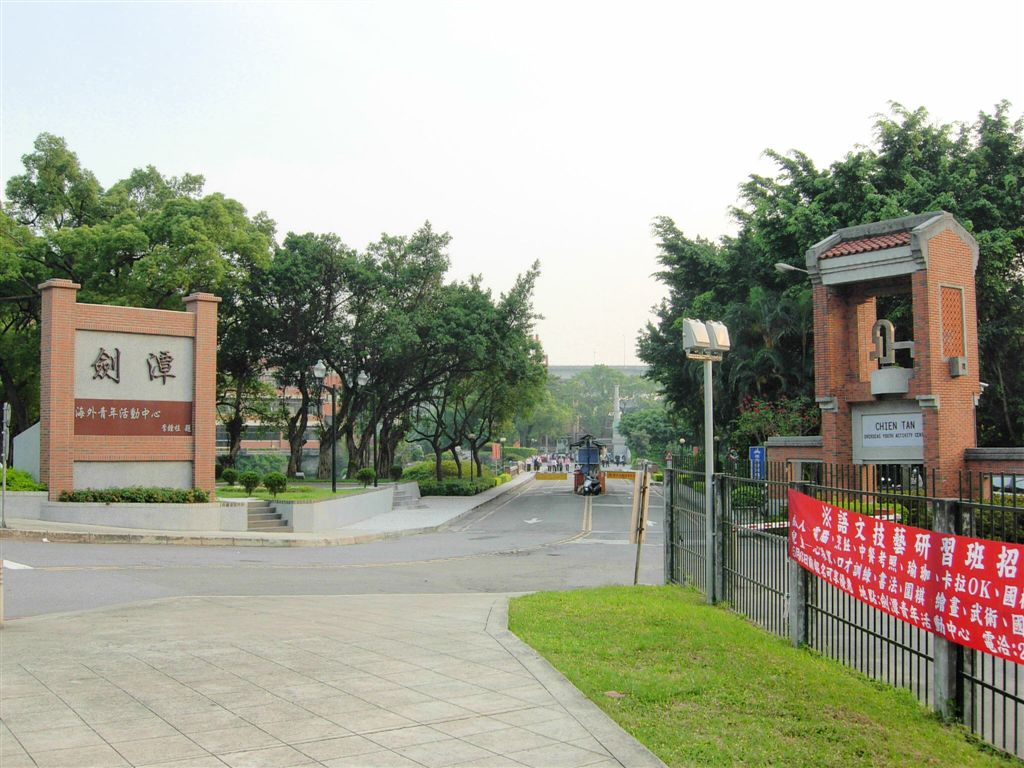
劍潭站原定設站位置的劍潭海外青年活動中心

劍潭區域十分寬廣，約有數百公頃。南接圓山，北至士林區南端1990年前原屬中山區的部份，包含中山新橋該河段北側區域及劍潭山南麓（中山區劍潭及原屬中山區的士林區明勝里一帶）。而該地區人文歷史景觀也相當豐富。惟因戰後設於該地許多建物及風景區皆以基隆河對岸的「圓山」命名，如圓山大飯店、圓山育樂中心（圓山保齡球館，1966年12月1日開幕）、圓山風景區（劍潭山親山步道）等；近年一般訪客在劍潭與圓山的名稱與範圍上多有搞混。
再加上原規劃設於劍潭國小、劍潭青年活動中心附近的捷運劍潭站，因北邊的銘傳站取消設站而北移至現在位置。導致劍潭之地名進一步向北延伸，並與該區域原本的士林福德洋、社子後港墘（後港）等地名混淆，也造成「老士林」南端靠近捷運劍潭站一帶，以及基隆河截彎取直後與之相連的「後港」鄰近區域之店家亦開始以劍潭為名。
除立於劍潭山的圓山大飯店外，該地區的劍潭站、劍潭公園、劍潭青年活動中心等等也頗具盛名。其中，圓山大飯店的宮殿式建築與劍潭站的吊橋造型，皆為台北著名地標。

## 名人
- 陳海沙